# ペルシア語版ウィキペディア
ペルシア語版ウィキペディア（ペルシアごばんウィキペディア、ویکی‌پدیای فارسی / Vikipedia-ye farsi）はペルシア語により記事が執筆され、ウィキメディア財団によって運営されるウィキペディアである。2004年1月4日に始まり、2013年12月10日の時点で約77,777項目の記事を有する。スローガン（日本語版の「フリー百科事典」にあたる）は、ویکی‌پدیا، دانشنامهٔ آزاد(Vikipedia, Daneshname-ye Azad)。ペルシア語版ウィキペディアは、他の利用者の補助を受けたRoozbeh Pournaderによって、開設された。
なお、ペルシア語の読方向は右読みのため、日本語とはページの配置が異なる。

## 歴史
- 2004年12月16日 記事数1,000項目到達
- 2006年2月18日 記事数10,000項目到達
- 2007年4月22日 記事数20,000項目到達
- 2010年8月25日 記事数100,000項目到達
- 2011年5月22日 記事数150,000項目到達
- 2017年11月17日 記事数580,000項目到達
- 2022年2月21日 記事数865,000項目到達
- 2024年4月22日 記事数1,000,000項目到達